# Hofpostamt
Hofpostamt war die Bezeichnung einzelner größerer meist königlicher, kaiserlicher und kurfürstlicher Postämter. Vor der Gründung des Deutschen Reiches 1871 gab es Hofpostämter in:
- Hofpostamt (Berlin), Berlin
- Hofpostamt (Königsberg), Königsberg (Preußen)
- Hofpostamt (Dresden), Dresden
- Hofpostamt (Braunschweig), Braunschweig
- Hofpostamt (Schwerin), Schwerin

Danach war es nur noch dem Hofpostamt in Berlin mit Allerhöchster Genehmigung erlaubt, diesen Titel zu nutzen, um die Überlieferung zu wahren.
Weitere Hofpostämter gab es außerdem in:
- Hofpostamt (Augsburg), Augsburg
- Hofpostamt (Wien), Wien